# Mamadou Gaye
Mamadou Gaye é um treinador senegalês de basquetebol. Assumiu o comando da Seleção Senegalesa Feminina de Basquetebol nos Jogos Olímpicos de Verão de 2016 e levou a equipe ao décimo segundo lugar.